# Университет английского и иностранных языков
Университет английского и иностранных языков (англ. English and Foreign Languages University, EFLU) — центральный университет английского и иностранных языков, расположенный в Хайдарабаде, Индия. Это единственный такой университет, посвящённый изучению языков в Южной Азии.
Университет предлагает изучение английского и иностранных языков, таких как арабский, китайский, французский, немецкий, испанский, итальянский, русский, японский, корейский, персидский, турецкий в областях педагогического образования, литературы, лингвистики, междисциплинарных и культурных исследований.

## История
EFLU в Хайдарабаде был основан в 1958 году как Центральный институт английского языка Джавахарлалом Неру, первым премьер-министром Индии. Центральный институт английского языка в Хайдарабаде начал функционировать с 17 ноября 1958 года. В 1972 году он был переименован в Центральный институт английского и иностранных языков (CIEFL) с добавлением трёх основных иностранных языков — немецкого, русского и французского. Образовательный медиа-исследовательский центр (EMMRC) был основан в CIEFL в 1984 году. В 2006 году CIEFL получил статус центрального университета и был переименован в Университет английского и иностранных языков (EFLU) актом парламента.

## Кампус

### Кампус EFLU в Хайдарабаде
Это главный кампус, расположенный в самом сердце Хайдарабада, столицы штата Телингана. Это старейший из кампусов университета. В кампусе 7 школ с 26 отделениями. Помимо программ для выпускников, аспирантов и исследовательских программ, EFLU также предлагает программы последипломного образования, а также дистанционные и заочные курсы.

#### Хостелы
В кампусе пять общежитий: два мужских и три женских.
- Башир (мужское)
- Тагор Интернэшнл (мужское)
- Махлака Баи Чанда (женское)
- Акка Махадеви (женское)
- Амрита Притам Интернэшнл (женское)

## Региональные кампусы
Университет имеет один главный кампус — в Хайдарабаде; и два региональных центра — в Шиллонге (1973) и Лакхнау (1979). У них есть собственные библиотеки и общежития.

### Кампус EFLU в Шиллонге
Кампус Университета английского и иностранных языков (EFLU) в Шиллонге был основан в Шиллонге в 1973 году как Северо-восточный кампус Центрального института английского и иностранных языков (CIEFL), через год после того, как Мегхалая получила статус штата. Целью создания этого кампуса было удовлетворение лингвистических и исследовательских потребностей региона, а также обеспечение качественной подготовки учителей.
Список курсов, предлагаемых в кампусе:
- Бакалавр английского языка/массовых коммуникаций и журналистики,
- Магистр английского языка/лингвистики/массовых коммуникаций и журналистики/английской литературы,
- Курсы M.Phil[англ.] и PhD по английской литературе и обучению английскому языку, а также по лингвистике.
- Сертификаты, дипломы и курсы повышения квалификации на французском, немецком, испанском и русском языках[8].

### Кампус EFLU в Лакхнау
Кампус Лакхнау, расположенный на берегу Гомати, расположен в кампусе Моти Махал, РанаПратап Марг, Лакхнау.
Университетский кампус EFL в Лакхнау был открыт в 1979 году для обучения преподавателей английского языка в университетах/колледжах в северной Индии, но постепенно он превратился в полноценный центр, предлагающий диплом в области преподавания английского языка, программы на получение степени и исследовательские программы. Кампус активно участвует в проведении курсов повышения квалификации для преподавателей университетов и колледжей, курсов повышения квалификации для широкого круга учащихся и контактных программ для участников курса повышения квалификации по преподаванию английского языка. Кампус также предлагает диплом последипломного образования в области коммуникации. Все программы, проводимые кампусом, являются очными и не предлагаются в дистанционном режиме. Кампус имеет собственную библиотеку и общежитие.

## Академическая деятельность
Посвящённый изучению английского и иностранных языков, университет был создан для проведения передовых исследований и обучения английскому и иностранным языкам в областях педагогического образования, литературы, лингвистики, междисциплинарных и культурологических исследований.

### Официальный журнал
Два раза в год EFLU издаёт «Contextures: A Journal of Literature and Culture». Он направлен на то, чтобы внести свой вклад в дебаты о литературных и культурных практиках с различных точек зрения.